# 6 км дороги Кем-Калевала
6 км дороги Кем-Калевала — селище в складі Кемського міського поселення Кемського району Республіки Карелія. Розташоване на схід від автодороги «Кола» за 6 км від міста Кем.